# Malowiebamani
Malowiebamani (uralkodói nevén Heperkaré) meroéi kusita uralkodó volt az i. e. 5. században.
Apja Naszakhma, esetleg Szi'aszpiqo volt, anyja valószínűleg Szaka'aye királyné. Naszakhmát követte a trónon, utódja Talakhamani, aki vagy az öccse, vagy a fia volt. Amanineteyerike és Baszkakeren királyok a fiai lehettek.
Dinasztiája többi tagjához hasonlóan őt is Nuriban temették el, a Nu. 11 piramisba. Egy Malowiebamani idején élt, Akhraszan nevű királynét is Nuriban temettek el, de nem tudni, fűzte-e valamilyen kapcsolat Malowiebamanihoz. Malowiebamani neve egy usébtiről ismert, valamint a Nu. 16 piramisban talált, intruzív temetkezéshez tartozó tárgyakról. A korábban élt Aszpelta dedikációs sztéléjén előfordul egy magánszemély neve, ami nagyon hasonlít Malowiebamani nevéhez. Említik Kawában is.

## Fordítás
- Ez a szócikk részben vagy egészben  a   Malewiebamani című angol Wikipédia-szócikk ezen változatának fordításán alapul.  Az eredeti cikk szerkesztőit annak laptörténete sorolja fel. Ez a jelzés csupán a megfogalmazás eredetét és a szerzői jogokat jelzi, nem szolgál a cikkben szereplő információk forrásmegjelöléseként.